# Elefanti che volano
Elefanti che volano (Flying Elephants) è un cortometraggio muto del 1927 prodotto da Hal Roach per la Pathé Comedy, diretto da Frank Butler e interpretato da Laurel & Hardy.

## Trama
Nella lontana Età della Pietra Stanlio e Ollio sono due cavernicoli a caccia di donne per ordine del loro sovrano Ferdinando; l'uno è burbero e robusto, l'altro docile e snello.
Stanlio s'imbatte in una giovane e bella ragazza e se ne innamora perdutamente, tuttavia il padre di lei, lo stregone Sassofonus, è contrario al loro amore e caccia via il pretendente.
Poco dopo sopraggiunge Ollio che anche lui s'innamora della ragazza non appena la vede. Sassofonus è contento della proposta e acconsente le nozze, ma Stanlio non è d'accordo e s'intromette subito.
Visto che Ollio nelle gare è il più forte, lo stregone suggerisce a Stanlio di portare Ollio sull'orlo di un precipizio e di invitarlo a guardare un punto inesistente. Così avviene, ma il trucco non funziona e Ollio è in preda alla collera con Stanlio. Un caprone arrivato in tempo metterà K.O. Ollio e finalmente i due fidanzatini potranno stare felicemente insieme.

## Edizione italiana
Tra le varie edizioni, con traduzione delle didascalie, la RAI negli anni '80 distribuì la comica sonorizzata con la lettura delle didascalie di Enzo Garinei e Giorgio Ariani, e le musiche di Piero Montanari.